# John Kells Ingram
John Kells Ingram (ur. 7 lipca 1823 w Templecarne koło Pettigo, zm. 1 maja 1907 w Dublinie) – irlandzki ekonomista i poeta.

## Poezje
- 1840 – Sonnets, Dublin University Magazine
- 1843 – The Memory of the Dead (Who Fears to Speak of ’98’
- 1845 – The pirate's revenge, or, A tale of Don Pedro and Miss Lois Maynard, Boston 1845
- 1846 – Amelia Somers, the orphan, or, The buried alive, Wright, Boston 1846
- 1897 – Love and Sorrow, priv., Dublin 1897
- 1900 – Sonnets and Other Poems, Adam & Charles Black, London, Dublin 1900

## Publikacje
- 1843 – Geometrical properties of certain surfaces, Transactions of the Dublin University Philosophical Society, Vol. I, s. 57-63, 1843
- 1843 – On chordal envelopes, Transactions of the Dublin University Philosophical Society, Vol. I, s. 156-158, 1843
- 1843 – On the properties of inverse curves and surfaces, Transactions of the Dublin University Philosophical Society, Vol. I, s. 159-162, 1843
- 1844 – XXVIII. New properties of surfaces of the second degree. To the editors of the Philosophical Magazine and Journal, Philosophical Magazine Series 3, Volume 25, Issue 165 September 1844, pages 188-192
- 1861 – On the opus majus of Roger Bacon, Proceedings of the Royal Irish Academy, Ser. 1, Vol. VII, s. 9-15, 1857-61
- 1864 – Considerations on the State of Ireland, Edward Ponsonby, Dublin 1864
- 1874 – Greek and Latin etymology in England, Hermathena: a Dublin University review, Vol. I, No. II, s. 407-440, 1874
- 1863 – Notes on Shakespeare’s historical plays, Trinity College Library, Ms. I. 6. 40
- 1863 – A paper on the chronological order of Shakespeare’s plays, Trinity College Library, Ms. I. 6. 34
- 1863 – Latin etymological notes, by John Kells Ingram, Dublin: National Library of Ireland, Ms. 253
- 1864 – A comparison between the English and Irish poor laws with respect to the conditions of relief, Journal of the Statistical and Social Inquiry Society of Ireland, Vol. IV, s. 43-61, May, 1864
- 1873 – Miscellaneous notes, Hermathena: a Dublin University review, Vol. I, No. 1, s. 247-250, 1873
- 1875 – Commonplace book of J. K. Ingram, 1880-1. Address by Ingram to the Dublin Shakespearean Society, Dec. 10, 1875, Trinity College Library, Mss. I. 6. 36-37
- 1875 – On thama and thamakis in Pindar, Hermathena: a Dublin University review, Vol. II, No. III, s. 217-227, 1875
- 1875 – Address at the opening of the twenty-ninth session; the organization of charity and the education of the children of the state, Journal of the Statistical and Social Inquiry Society of Ireland, Vol. VI, s. 449-473, December, 1875
- 1876 – Bishop Butler and Mr. Matthew Arnold, a note, Hermathena: a Dublin University review, Vol. II, No. IV, s. 505-506, 1876
- 1876 – tional facts and arguments on the boarding-out of pauper children, Journal of the Statistical and Social Inquiry Society of Ireland, Vol. VI, s. 503-523, February, 1876
- 1876 – Greek and Latin etymology in England, No. II., Hermathena: a Dublin University review, Vol. II, No. IV, s. 428-442, 1876
- 1876 – Additional facts and arguments on the boarding-out of pauper children: being a paper read before the Statistical and Social Inquiry Society of Ireland on Tuesday, 18th January, Dublin, Edward Ponsonby, Dublin 1876
- 1879 – The Present Position and Prospects of Political Economy, Statistical and Social Inquiry Society of Ireland, 1879
- 1880 – Work and the workman: being an address to the Trades Union Congress in Dublin, September, 1880, Eason & Son, Dublin 1928
- 1881 – Report of Council on Mr. Jephson’s suggestions as to Census for 1881, Statistical and Social Inquiry Society of Ireland, 1881
- 1881 – Etymological notes on Liddell and Scott’s lexicon, Hermathena: a Dublin University review, Vol. IV, No. VII, s. 105-120, 1881
- 1881 – Work and the workman: an address to the Trades’ Union Congress, Journal of the Statistical and Social Inquiry Society of Ireland, Vol. VIII, s. 106-123, January, 1881
- 1882 – On Two Collections of Mediaeval Moralized Tales, Dublin 1882
- 1883 – Notes on Latin lexicography, Hermathena: a Dublin University review, Vol, IV, No, VIII, s. 310-316, 1882, No. IX, s. 402-412, 1883
- 1896 – An address delivered before the Royal Irish Academy on February 24th, 1896, Royal Irish Academy, Dublin 1896
- 1888 – A correction, Hermathena: a Dublin University review, Vol. VI, No. XIV, s. 366-367, 1888
- 1888 – On a fragment of an ante-Hieronymian version of the Gospels, in the Library of Trinity College, Dublin. See also Ser.2, Vol. III, Pp. 374-5, 1845-7, Proceedings of the Royal Irish Academy, Polite Literature and AntiquitiesSer. 2, Vol. II, s. 22-23, 1879-88
- 1888 – A History of Political Economy Edinburgh, Adam & Charles Black, London 1888; Macmillan, New York 1894; McMaster University Archive for the History of Economic Thought, Dodo Press, 2008, ISBN 978-1-40995-901-5
- 1888 – Essays in Political Economy
- 1889 – Memoir of the late William Neilson Hancock, Journal of the Statistical and Social Inquiry Society of Ireland, Vol. IX, s. 384-393, August, 1889
- 1889 – Memoir of the late William Neilson Hancock, LL.D., Q.C, Statistical and Social Inquiry Society of Ireland, 1881
- 1891 – Presidential Address reviewing the affairs of the Academy since its foundation, Proceedings of the Royal Irish Academy, Ser. 3, Vol. II (Appendix) s. 107-28, 1891-3
- 1892 – The past and present work of the Royal Irish Academy: an address delivered at the stated meeting of that body, November 30th, 1892, Ponsonby & Weldrick, Dublin 1892
- 1893 – Etymological notes on Lewis and Short’s Latin dictionary, Hermathena: a Dublin University review, Vol. VIII, No. XIX, s. 326-343, 1893
- 1893 – Etymological notes on Lewis and Short’s Latin dictionary[1]
- 1895 – A History of Slavery and Serfdom, Adam & Charles Black, London 1895; Macmillan, New York 1895 (reprinted Lightning Source (2007), ISBN 1-4304-4390-1.
- 1901 – Human nature and morals according to Auguste Comte. With notes illustrative of the principles of Positivism, Adam & Charles Black, London 1901
- 1900 – Outlines of history of religion, London 1900
- 1904 – Practical Morals. A Treatise on Universal Education, London 1904
- 1905 – The Final Transition. A Sociological Study, London 1905